# Mistrzostwa Polski w Saneczkarstwie 2019
Mistrzostwa Polski w Saneczkarstwie 2019 odbyły się na torze lodowym w Siguldzie na Łotwie w dniach 15–17 marca 2019 roku. Zawodnicy rywalizowali w czterech konkurencjach: jedynkach kobiet i mężczyzn, w dwójkach mężczyzn oraz w zawodach drużynowych. Z powodu braku czasu na rozegranie zawodów drużynowych, w ustaleniu kolejności polskich drużyn zostały wzięte pod uwagę najlepsze pojedyncze czasy ślizgów.
W jedynkach kobiet tytuł obroniła Ewa Kuls-Kusyk. Wśród mężczyzn pod nieobecność Macieja Kurowskiego najlepszy okazał się Mateusz Sochowicz. W rywalizacji dwójek najlepsi ponownie byli Wojciech Chmielewski i Jakub Kowalewski. Natomiast drużynowo tytuł Mistrza Polski wywalczyły UKS Nowiny Wielkie.

## Wyniki

### Jedynki kobiet
| Miejsce | Zawodnik             | Klub                        | 1. zjazd | 2. zjazd | Czas     | Strata |
| ------- | -------------------- | --------------------------- | -------- | -------- | -------- | ------ |
| 1.      | Ewa Kuls-Kusyk       | UKS Nowiny Wielkie          |          |          | 1:20,500 | –      |
| 2.      | Natalia Jamróz       | UKS Tajfun Nowy Sącz        |          |          | 1:23,202 |        |
| 3.      | Nikola Domowicz      | UKS Nowiny Wielkie          |          |          | 1:25,770 |        |
| 4.      | Natalia Wojnarowska  | KS Tajfun Nowy Sącz         |          |          | 1:27,280 |        |
| 5.      | Weronika Kościelniak | KS Śnieżka Karpacz          |          |          | 1:28,374 |        |
| 6.      | Dominika Piwkowska   | UKS Nowiny Wielkie          |          |          | 1:54,113 |        |
|         | Weronika Bryk        | MKS Karkonosze Jelenia Góra |          |          | dnf      |        |

### Jedynki mężczyzn
| Miejsce | Zawodnik             | Klub                        | 1. zjazd | 2. zjazd | Czas     | Strata |
| ------- | -------------------- | --------------------------- | -------- | -------- | -------- | ------ |
| 1.      | Mateusz Sochowicz    | AZS AWF Katowice            |          |          | 1:24,382 | –      |
| 2.      | Wojciech Chmielewski | MKS Karkonosze Jelenia Góra |          |          | 1:24,407 |        |
| 3.      | Kacper Tarnawski     | MKS Karkonosze Jelenia Góra |          |          | 1:24,555 |        |
| 4.      | Karol Mikrut         | UMKS Krynica Zdrój          |          |          | 1:26,648 |        |
| 5.      | Marcin Kiełbasa      | UKS Tajfun Nowy Sącz        |          |          | 1:27,369 |        |
| 6.      | Jakub Kowalewski     | KS Śnieżka Karpacz          |          |          | 1:27,667 |        |
| 7.      | Adam Wanielista      | UKS Nowiny Wielkie          |          |          | 1:27,926 |        |
| 8.      | Mateusz Karaś        | MKS Karkonosze Jelenia Góra |          |          | 1:28,089 |        |
| 9.      | Jakub Karaś          | MKS Karkonosze Jelenia Góra |          |          | 1:28,353 |        |
| 10.     | Mateusz Żakowicz     | AZS AWF Katowice            |          |          | 1:28,494 |        |
| 11.     | Patryk Poręba        |                             |          |          | 1:28,832 |        |
| 12.     | Artur Grudziński     | UKS Nowiny Wielkie          |          |          | 1:30,189 |        |

### Dwójki mężczyzn
| Miejsce | Zawodnik                                | Klub                                           | 1. zjazd | 2. zjazd | Czas     | Strata |
| ------- | --------------------------------------- | ---------------------------------------------- | -------- | -------- | -------- | ------ |
| 1.      | Wojciech Chmielewski / Jakub Kowalewski | MKS Karkonosze Jelenia Góra/KS Śnieżka Karpacz |          |          | 1:09,353 | –      |
| 2.      | Mateusz Karaś / Jakub Karaś             | MKS Karkonosze Jelenia Góra                    |          |          | 1:10,326 |        |
| 3.      | Patryk Poręba / Karol Mikrut            | UMKS Krynica Zdrój                             |          |          | 1:10,554 |        |
| 4.      | Kacper Tarnawski / Arkadiusz Dybalski   |                                                |          |          | 1:10,883 |        |
| 5.      | Artur Grudziński / Adam Wanielista      |                                                |          |          | 1:11,182 |        |
| 6.      | Kacper Imiołek / Łukasz Maćkała         |                                                |          |          | 1:11,673 |        |
| 7.      | Mateusz Sochowicz / Dominik Houhoud     |                                                |          |          | 1:11,781 |        |
| 8.      | Nikola Domowicz / Dominika Piwkowska    |                                                |          |          | 1:12,700 |        |
| 9.      | Marek Samek / Kamil Dziedzina           |                                                |          |          | 1:51,038 |        |

### Drużynowo
| Lokata | Klub                                             | Zawodnik                                | 1. zjazd | Łączny czas | Strata |
| ------ | ------------------------------------------------ | --------------------------------------- | -------- | ----------- | ------ |
| 1.     | UKS Nowiny Wielkie                               | Ewa Kuls-Kusyk                          |          | 1:59,323    | –      |
| 1.     | UKS Nowiny Wielkie                               | Adam Wanielista                         |          | 1:59,323    | –      |
| 1.     | UKS Nowiny Wielkie                               | Artur Grudziński / Adam Wanielista      |          | 1:59,323    | –      |
| 2.     | UKS Tajfun Nowy Sącz / UMKS Krynica Zdrój        | Natalia Jamróz                          |          | 2:00,072    | ?      |
| 2.     | UKS Tajfun Nowy Sącz / UMKS Krynica Zdrój        | Karol Mikrut                            |          | 2:00,072    | ?      |
| 2.     | UKS Tajfun Nowy Sącz / UMKS Krynica Zdrój        | Patryk Poręba / Karol Mikrut            |          | 2:00,072    | ?      |
| 3.     | KS Śnieżka Karpacz / MKS Karkonosze Jelenia Góra | Weronika Kościelniak                    |          | 2:00,790    | ?      |
| 3.     | KS Śnieżka Karpacz / MKS Karkonosze Jelenia Góra | Kacper Tarnawski                        |          | 2:00,790    | ?      |
| 3.     | KS Śnieżka Karpacz / MKS Karkonosze Jelenia Góra | Wojciech Chmielewski / Jakub Kowalewski |          | 2:00,790    | ?      |
| 4.     | UKS Nowiny Wielkie                               | Nikola Domowicz                         |          | 2:04,179    | ?      |
| 4.     | UKS Nowiny Wielkie                               | Rafał Wojtuściszyn                      |          | 2:04,179    | ?      |
| 4.     | UKS Nowiny Wielkie                               | Kacper Imiołek / Łukasz Maćkała         |          | 2:04,179    | ?      |
| 5.     | UKS Tajfun Nowy Sącz / KS Dunajec Nowy Sącz      | Natalia Wojnarowska                     |          | 2:06,631    | ?      |
| 5.     | UKS Tajfun Nowy Sącz / KS Dunajec Nowy Sącz      | Marcin Kiełbasa                         |          | 2:06,631    | ?      |
| 5.     | UKS Tajfun Nowy Sącz / KS Dunajec Nowy Sącz      | Marek Samek / Kamil Dziedzina           |          | 2:06,631    | ?      |
| 6.     | MKS Karkonosze Jelenia Góra / AZS AWF Katowice   | Weronika Bryk                           |          | 2:07,883    | ?      |
| 6.     | MKS Karkonosze Jelenia Góra / AZS AWF Katowice   | Mateusz Sochowicz                       |          | 2:07,883    | ?      |
| 6.     | MKS Karkonosze Jelenia Góra / AZS AWF Katowice   | Jakub Karaś / Mateusz Karaś             |          | 2:07,883    | ?      |